# Pilatus PC-8D Twin Porter
Dimensions
Le Pilatus PC-8D Twin Porter est un projet d'avion bimoteur à hélices du constructeur aéronautique suisse Pilatus Aircraft. Un seul prototype a été construit.

## Historique
Le projet 19.125 débute en 1965 : la société Pilatus, qui venait de réaliser et de commercialiser le très connu PC-6 Porter décide de fabriquer une version bimoteur en remplaçant le moteur du nez par deux moteurs Lycoming O-540 au niveau des ailes. Une maquette grandeur nature est réalisé et le projet PC-8D est lancé début 1966. Le premier vol du PC-8D immatriculé HB-KOA a lieu le 28 novembre 1967.
Les essais qui se poursuivent jusqu'au 31 janvier 1969 dévoilent des problèmes de stabilité, mais également de manque de performances sur un seul moteur, et le programme est abandonné. Le prototype construit a été envoyé à la casse.

## Description
Cet avion est conçu pour avoir des performances STOL (Short Take-off and Landing aircraft en français « Avion à décollage et atterrissage court »). C'est un bimoteur à ailes hautes haubanées pouvant transporter 9 passagers ; le train d'atterrissage est fixe à large empattement et sa propulsion est assurée par 2 moteurs Lycoming O-540 de 290 ch montés sur les ailes.

## Caractéristiques et performances
- Équipage : 1
- Capacité: 9 passagers
- Longueur de l'avion : 10,5 m
- Longueur de l'aile : 15,6 m
- Hauteur : 3,6 m
- Surface alaire : 32,4 m2
- Masse à vide : 1 550 kg
- Masse maximale : 2 700 kg
- Moteur : 2 × Lycoming IO-540-GIB de 290 ch (220 kW) chacun
- Vitesse maximale : 260 km/h
- Vitesse de croisière : 230 km/h
- Vitesse minimale de contrôle (VMC) : 72 km/h
- Autonomie : 1 100 km
- Plafond : 5 500 m
- Vitesse ascensionnelle : 6 m/s
- Distance de décollage : 160 m
- Roulage à l'atterrissage : 130 m[2]